# Weird Nightmare: Meditations on Mingus
Hal Willner Presents Weird Nightmare: Meditations on Mingus, so der vollständige Titel, ist ein von Hal Willner produziertes Konzeptalbum mit Kompositionen von Charles Mingus. Es wurde mit verschiedenen Künstlern 1992 in New York City, Madrid und Los Angeles aufgenommen und auf Columbia Records veröffentlicht.

## Das Album
Der Produzent Hal Willner hatte schon zuvor Tributalben für die Komponisten Nino Rota (1981), Kurt Weill (1985) und Thelonious Monk (That’s the Way I Feel Now, 1988) realisiert und dabei mit Künstlern aus verschiedenen Genres zusammengearbeitet, wie mit Todd Rundgren, Carla Bley, Joe Jackson, Steve Lacy und Dr. John; letzterer wirkte auch bei dem Charles Mingus gewidmeten Album mit. Zentral bei diesem Projekt war es, die Klangfarben der Instrumente, die von dem Komponisten Harry Partch geschaffen worden war, einzusetzen, um damit bekannte Mingus-Kompositionen wie Canon, Eclipse, Weird Nightmare, Haitian Fight Song, Self-Portrait in 3 Colours, Pithecanthropus Erectus oder Meditations on Integration kombiniert mit Textauszügen aus Mingus’ Autobiographie Beneath the Underdog neu zu interpretieren.
Die Idee zu diesem Konzept-Album entstand Ende der 1980er Jahre, als Willner die Mingus-Witwe Sue Graham Mingus kennenlernte, die schließlich Co-Produzentin des Albums wurde. In die Zeit der Ideensuche – früh fest stand lediglich die Einbeziehung von Mingus-Texten – fiel die Begegnung mit Francis Thumm, der in San Diego als Musiker und Lehrer arbeitete und früher in den Ensembles von Harry Partch gespielt hatte und somit mit dessen Instrumentarium vertraut war. Es entstand die Idee, diese Instrumente gepaart mit dem konventionellen Jazz-Instrumenten einzusetzen, wie Glasflaschen in verschiedenen Größen (Cloud Chamber Bowls), die Bass-Marimba sowie die Marimba Eroica als die kraftvollsten und dramatischsten Ausdrucksmittel von Partchs Instrumenten, außerdem das Chromolodeon (eine Pump-Orgel aus den 1930er-Jahren), den „harmonischen Kanon“ in Form von 44 Saiten gespannt über einer hölzernen Resonanzbox, eine Surrogate Kithara und verschiedene Gongs.
Weird Nightmare wurde zu einem „bizarren und gleichzeitig wunderbaren einmaligen Ereignis“, so der Kritiker Brian Olewnick im All Music Guide. Die zentrale Formation in diesem Projekt bestand aus Musikern der New Yorker Szene, wie dem Bassisten Greg Cohen, dem Gitarristen Bill Frisell, dem Posaunisten Art Baron, dem Perkussionisten Michael Blair und dem Schlagzeuger Don Alias, die bei einigen Titeln von den Gästen Gary Lucas, Marc Ribot, Henry Threadgill, Robert Quine und Vernon Reid begleitet wurden. Sie spielten mit verschiedenen Künstlern aus den unterschiedlichsten Bereichen; dabei waren Robbie Robertson (bei Canon, Part 2), Dr. John (bei Freedom), Keith Richards und Charlie Watts (bei Oh Lord, Don’t Let Them Drop That Atomic Bomb on Me), Henry Rollins (der das Poem Groovy in Purple Heart rezitiert), Leonard Cohen und Diamanda Galás (in Eclipse) und Chuck D als Sänger bei Gunslinging Bird, der Schriftsteller Hubert Selby (The Shoes of the Fisherman’s Wife) sowie die Bläser-Formation The Uptown Horns als Begleitgruppe bei den Charlie-Watts/Keith-Richards-Stücken. Von der Instrumentierung her aus dem Rahmen fallen das von Bobby Previte arrangierte und geleitete Open Letter to Duke, das durch die Country-Musik-Instrumente wie Mandoline, Geige, Waschbrett und Banjo geprägt ist. Konventioneller sind auch die Titel mit den Uptown Horns gehalten; so dominiert in Tonight at Noon deren Bläsersatz; im stark vom Blues geprägten Oh Lord Don’t Let Them Drop That Atomic Bomb on Me wird Keith Richards’ Gesang und Gitarre herausgestellt und von den Uptown Horns eingerahmt.

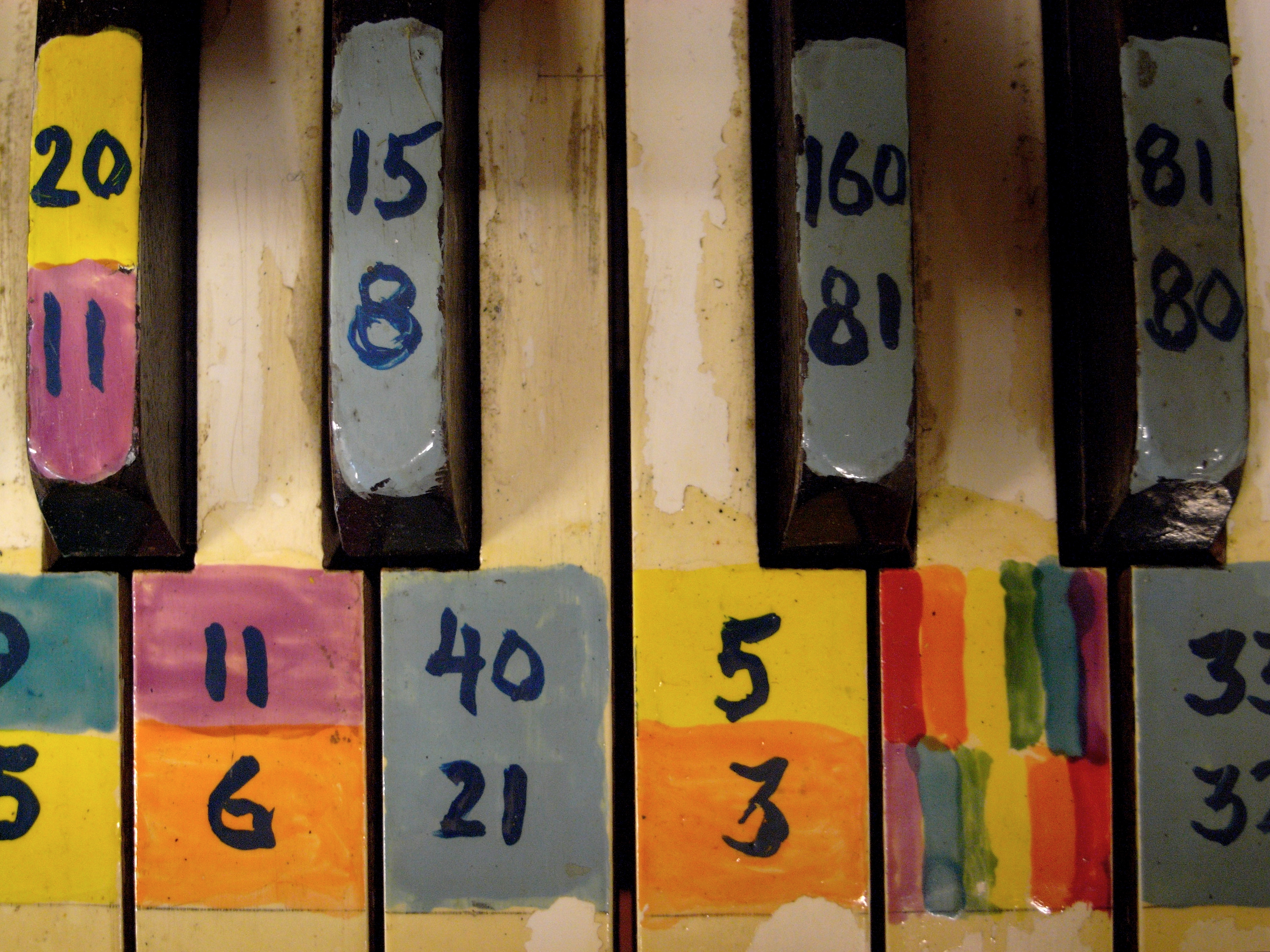
Chromelodion von Partch

Höhepunkte sind das Spiel von Partchs Marimba Eroica durch Francis Thumm in Pithecanthropus Erectus, kombiniert mit der Gitarre und Samples von Robert Quine, die Version von Gunslinging Bird, in der Textpassagen aus Mingus’ autobiografisch gefärbtem Roman Beneath the Underdog im Rap von Chuck D. dargeboten werden. Das Album endet mit dem von Dr. John gesprochenen und gesungenen Poem Freedom und schließlich Elvis Costellos Interpretation des Titelstücks in der schließenden Reprise.
Teile der Aufnahmesessions wurden in dem Dokumentarfilm Weird Nightmare - A Tribute to Charles Mingus von Ray Davies gezeigt. Der All Music Guide verlieh dem Album die Höchstnote.
Der größte Teil der Aufnahmen mit der Kern-Formation entstand in den Mastersound Studios, Astoria, in New York City; die Bobby Previte-Band (Open Letter to Duke) wurde im A&R-Studio in New York aufgenommen; die Titel mit Charlie Watts, Keith Richard und den Uptown Horns wurden in Madrid eingespielt.

## Die Titel

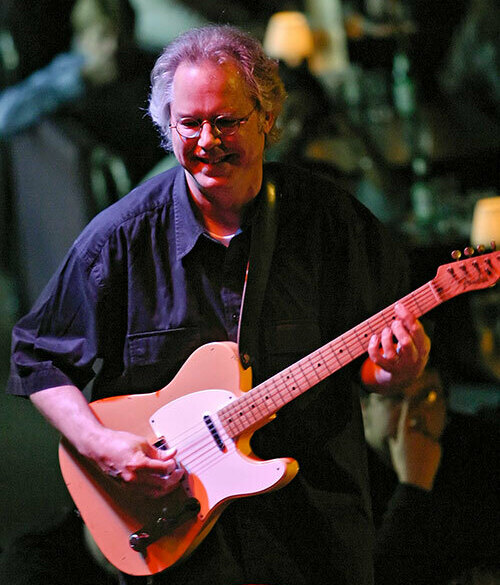
Bill Frisell (2007)

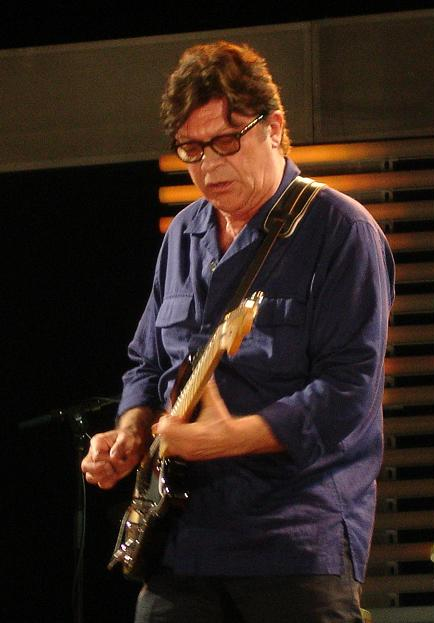
Robbie Robertson

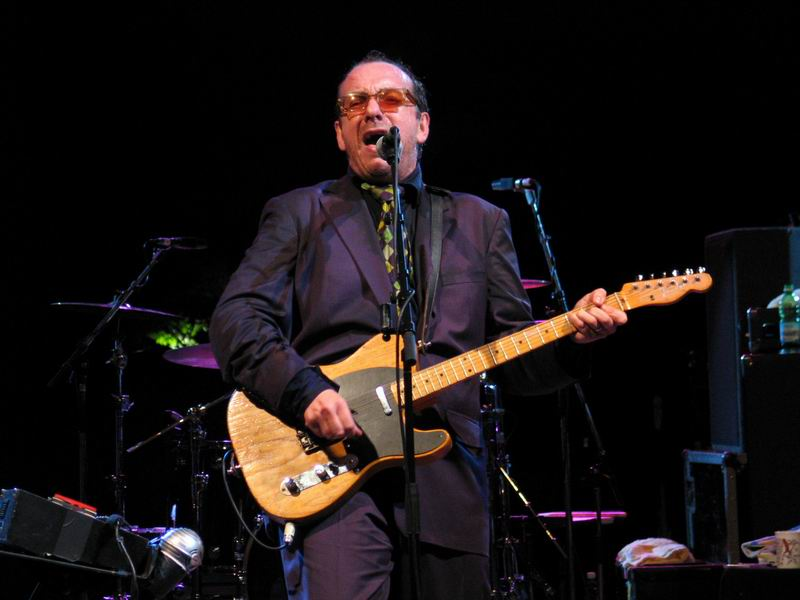
Elvis Costello (2005)

- Hal Willner Presents Weird Nightmare: Meditations on Mingus (Columbia 472467-2)

Alle Kompositionen stammen von Charles Mingus; die Jahreszahlen in den Klammern verweisen auf die Erstaufnahmen der Mingus-Formationen.
1. Canon (Part I) 3:20 (1973)
2. Meditations on Integration 3:47 (1964)
3. Canon (Part II) (enthält Playing Chess with Bobby Fischer in Bellevue Reverie, aus Beneath the Underdog) 3:45
4. Jump Monk 3:57 (1955)
5. Weird Nightmare 3:07 (1960)
6. Work Song 7:06 (1955)
7. Self-Portrait in 3 Colours 3:29 (1959)
8. Purple Heart (enthält Groovy aus unveröffentlichten Teilen von Beneath the Underdog) 2:38 (1954)
9. Tonight at Noon 5:31 (1957)
10. Gunslinging Bird – Or If Charlie Parker Were a Gunslinger, There'd Be a Whole Lot of Dead Copycats (enthält The Fire at the Coconut Grove, aus unveröffentlichten Teilen von Beneath the Underdog) 1:40 (1957)
11. Weird Nightmare (Interlude) 0:37
12. Reincarnation of a Lovebird/Haitian Fight Song (Montage) 4:48 (1960/1955)
13. Open Letter to Duke 4:53 (1959)
14. The Shoes of The Fisherman’s Wife Are Some Jive Ass Slippers (enthält My Lives’ Graves and Incarnations, aus Beneath the Underdog) 2.37 (1971)
15. Oh Lord, Don’t Let Them Drop That Atomic Bomb on Me 6:48 (1961)
16. Eclipse (enthält das Poem Chill of Death) 7:15 (1960)
17. Pithecanthropus Erectus 5:43 (1957)
18. Freedom 2:52 (1962)
19. Weird Nightmare (Reprise) 0:40